# Maldivernas herrlandslag i fotboll
Maldivernas herrlandslag i fotboll började spela 1979, då man förlorade med 0-9 mot Seychellerna.

## Historik
Maldivernas fotbollsförbund bildades 1982 och är medlem av Fifa och AFC.
Maldiverna tillhör världens minsta länder och har ännu inte spelat något större mästerskap. Man har dock tre regionala finalförluster: 1991, 1997, 2003.

### VM
- 1930 till 1986 - Deltog ej
- 1990 - Drog sig ur
- 1994 - Deltog ej
- 1998 - Kvalade inte in
- 2002 - Kvalade inte in
- 2006 - Kvalade inte in
- 2010 - Kvalade inte in
- 2014 - Kvalade inte in
- 2018 - Kvalade inte in

I kvalet till VM i Tyskland 2006 åkte man ut i första omgången och blev sist med 4 poäng trots 3-0 hemma mot Vietnam och 0-0 hemma mot Sydkorea. I förkvalet slog man ut Mongoliet med sammanlagt 13-0.

### Asiatiska mästerskapet
- 1956 - Deltog ej
- 1960 - Deltog ej
- 1964 - Deltog ej
- 1968 - Deltog ej
- 1972 - Deltog ej
- 1976 - Deltog ej
- 1980 - Deltog ej
- 1984 - Deltog ej
- 1988 - Deltog ej
- 1992 - Deltog ej
- 1996 - Kvalade inte in
- 2000 - Kvalade inte in
- 2004 - Kvalade inte in
- 2007 - Deltog ej

### AFC Challenge Cup
- 2006 - Deltog ej

### Asiatiska spelen
- 1951 - Deltog ej
- 1954 - Deltog ej
- 1958 - Deltog ej
- 1962 - Deltog ej
- 1966 - Deltog ej
- 1970 - Deltog ej
- 1974 - Deltog ej
- 1978 - Deltog ej
- 1982 - Deltog ej
- 1986 - Deltog ej
- 1990 - Deltog ej
- 1994 - Deltog ej
- 1998 - Första omgången
- 2002(1) - Första omgången
- 2006(1) - n/a

### Sydasiatiska mästerskapet
- 1993 - Deltog ej
- 1995 - Deltog ej
- 1997 - 2:a plats
- 1999 - 3:e plats
- 2003 - 2:a plats
- 2005 - Semifinal

Maldiverna förlorade finalerna 1997 (1-5 mot Indien) och 2003 (på straffsparkar mot Bangladesh).

### Sydasiatiska spelen
- 1984 - 3:e plats
- 1985 - Första omgången
- 1987 - Första omgången
- 1989 - Första omgången
- 1991 - 2:a plats
- 1993 - 4:e plats
- 1995 - Första omgången
- 1999 - 4:e plats
- 2004(2) - Drog sig ur
- 2006(2) - Första omgången